# Ерих Прибке
Ерих Прибке (Хенигсдорф, 29. јул 1913 — Рим, 11. октобар 2013) био је хауптманштурмфирер (капетан) Безбедносне полиције. Учествовао је у масакру у Ардеатинским пећинама у Риму 24. марта 1944. године. Тада је 335 италијанских цивила убијено у знак одмазде због партизанског напада приликом кога су била убијена 33 немачка војника. Хитлер је после убиства војника наредио да се за сваког војника убије 10 цивила, с тим што је додао још 5 цивила што је у команди изазвало негодовање због непридржавања правила 10 за 1. Прибке је био један од официра одговорних за ово масовно погубљење. Сакупио је и убио 335 цивила, углавном Италијана и убио их у сарадњи са нацистом Карлом Хасом у групама по пет, пуцајући им у потиљак.
Пре тога, Прибке је био један од главних мучитеља и убица у римском штабу СС-а и Гестапоа.
Након пораза нацизма, уживао је подршку ODESSA-e те побегао у Аргентину пацовским каналима. Прибке је после рата чак дочекао пензију отворено радећи као наставник у Аргентини, а 1995. године изручен је Италији, где је 1998. године осуђен на доживотну казну, која је 2003. године преиначена у кућни притвор због његовог здравственог стања.
Умро је у Риму у 101. години.